# Якуб Вайда
Якуб Вайда (пол. Jakub Wajda; нар. 27 липня 1900 року в Шаруві, Польща, помер навесні 1940 року в Харкові) — капітан піхоти Війська Польського, лицар Ордену Virtuti Militari, жертва Катинського розстрілу.

## Життєпис
Походив із селянської родини. Був сином Казимира, сина Францішека Вайди та Анни, уродженої Лісовської. Одружився з вчителькою Анєлою, уродженою Бяловш (1901–1950), мав двох синів – Анджея та Лешека.
Член Стрілецького союзу, солдат Польського допоміжного корпусу. У віці 16 років він вступив до польських легіонів, у лютому 1918 року служив солдатом 2-го піхотного полку, був інтернований у Густі, а потім призваний до сухопутних військ Австро-Угорщини. Він дезертував і вступив до 4-го піхотного полку легіонів. Брав участь у битві за Львів. Воював на фронті до квітня 1919 року, потім його направили до резервного батальйону 4-го легіону. Після закінчення війни, з квітня по червень 1921 року, був направлений офіцером з постачання повстанських військ до Верхньої Сілезії.
У 1923 році він склав випускний іспит середньої школи. 1923 року отримав звання підпоручника, а в 1924 році — звання поручника. Служив у штаб-квартирі DOK X. З 1925 року у 38-му піхотному полку, а з 1926 року – у 44-му піхотному полку. У 1933 році його підвищили до звання капітана, а в березні 1934 року перевели на посаду командира роти 72-го піхотного полку. Воював під керівництвом полковника Діонізія Чаховського під час польської кампанії 1939 року. Після радянського вторгнення до Польщі за невідомих обставин потрапив у полон до Радянського Союзу. Навесні 1940 року був вбитий співробітниками НКВС у Харкові та похований у безіменній братській могилі в П'ятихатках, яка з 17 червня 2000 року є офіційним місцем розташування Меморіалу жертв тоталітаризму. Згідно з даними Центру КАРТА, також доступними на вебсайті Польового відділу Війська Польського, підготовленими на основі радянських списків депортованих, серед затриманих офіцерів було два капітани Вайда: один 1900 р. н. Кароль, син Станіслава, ув'язнений у Козельську, та Якуб, ув'язнений у Старобельську. У Старобільському списку НКВС він записаний за номером 453. Символічна могила розташована на кладовищі Сальватор у Кракові (сектор SC3-8-18).
5 жовтня 2007 року Міністр оборони Александер Щиґло посмертно підвищив Якуба Вайду до звання майора. Про підвищення було оголошено 9 листопада 2007 року у Варшаві під час церемонії «Катинь пам’ятають – вшануймо пам’ять Героїв».

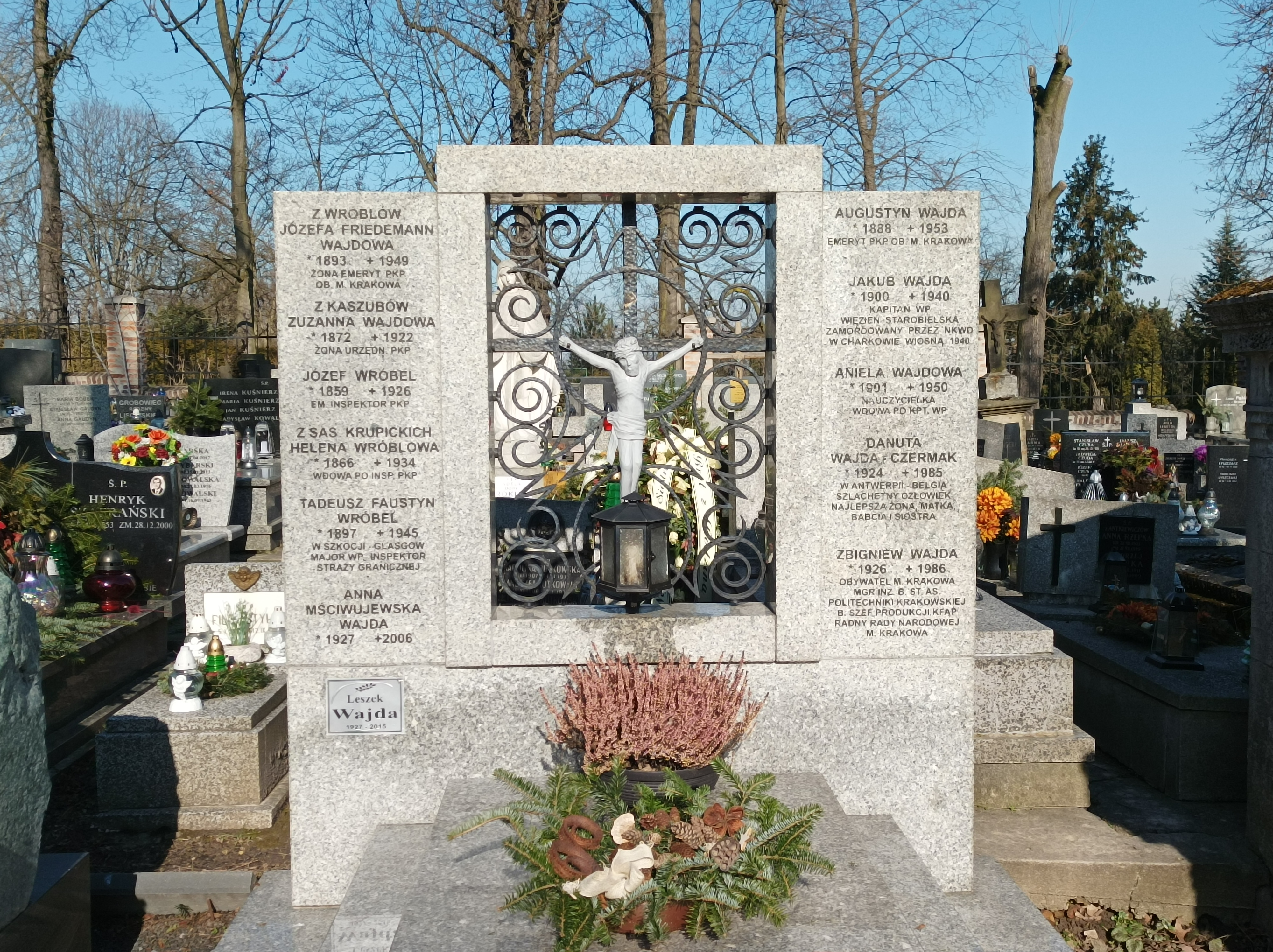
Символічна могила Якуба Вайди на цвинтарі Сальватор.

## Військові звання
- поручник – з 1 червня 1921 року,
- капітан – з 1933 року.

## Ордени та нагороди
- Срібний хрест Ордена Virtuti Militari № 14254 (28 вересня 1939 р.)[2],
- Срібний Хрест Заслуги (19 березня 1937 р.)[14],
- Пам'ятна медаль учаснику війни 1918–1921 років,
- Медаль Десятиліття здобутої незалежності,
- Бронзова медаль за довголітню службу.

## Вшанування пам'яті
У середній школі у Бєльську-Дужому 15 квітня 2010 року з нагоди 70-річчя Катинського розстрілу було посаджено 6 дубів пам'яті на згадку про жертв злочину, зокрема капітана Якуба Вайду. У Радомі, в колишньому будинку офіцерів, розташованому за адресою вул. Мальчевський, 14 жовтня 2011 року було відкрито меморіальну дошку, присвячену капітану Якубу Вайді. Відкриття здійснили його сини Анджей Вайда та Лешек Вайда.
Якубу Вайді була присвячена серія «Якуб Вайда» документального фільму Катинські епітафії(2010).